# Acianthera dutrae
Acianthera dutrae é  uma espécie de orquídea (Orchidaceae) que existe no Rio Grande do Sul, Brasil.

## Publicação e sinônimos
- Acianthera dutrae (Pabst) C.N.Gonç. & Waechter, Hoehnea 31: 114 (2004).

Sinônimos homotípicos:
- Pleurothallis dutrae Pabst, Bradea 1: 362 (1973).
- Specklinia dutrae (Pabst) Luer, Monogr. Syst. Bot. Missouri Bot. Gard. 95: 260 (2004).

- Pabstiella dutrae (Pabst) Luer, Monogr. Syst. Bot. Missouri Bot. Gard. 112: 119 (2007).